# The Tourists (film 1912)
The Tourists è un cortometraggio muto del 1912 diretto da Mack Sennett.

## Produzione
Il film, prodotto dalla Biograph Company, venne girato nel Nuovo Messico, ad Albuquerque.

## Distribuzione
Distribuito dalla General Film Company, il film - un cortometraggio di 150 metri - uscì nelle sale cinematografiche USA il 5 agosto 1912. Nelle proiezioni, veniva programmato con il sistema dello split reel, accorpato in un'unica bobina con un altro cortometraggio prodotto dalla Biograph, la commedia What the Doctor Ordered.
La pellicola, conservata negli archivi dell'UCLA Film and Television Archives, è stata distribuita in VHS per il mercato americano dalla Grapevine Video.